# Кражевский, Александр Анатольевич
Кражевский Александр Анатольевич (род. 2 февраля 1974, Кишинёв) — Молдова Профессиональный бильярдист. Чемпион Молдовы 2001 , по русскому бильярду.Мастер спорта.

## Личная жизнь
В 1989 году окончил среднюю школу № 37 имени Н. В. Гоголя в г. Кишиневе.

## Карьера игрока
Знакомство с бильярдом произошло в 1989 году, определив всю дальнейшую судьбу. В 2001 году одерживает победу на первом официальном Чемпионате Молдовы по русскому бильярду и становится мастером спорта.
С 2002 по 2006 год разработал и совершенствовал принципиально новую технику удара и нижнюю стойку, отличные от общепринятых в русском бильярде и снукере, которые послужили базой для тренерской деятельности.
С новой техникой удара были выиграны несколько турниров (Республиканский турнир памяти Григория Ерицпаханова, командный Чемпионат за звание абсолютного чемпиона Молдовы, коммерческий турнир).
В последующие годы участвовал в международных турнирах Молдовы, Украины и Беларуси, успешно совмещая с тренерской деятельностью.

## Тренерская деятельность
С 1999 года Кражевский Александр начинает тренировать друзей и любителей русского бильярда.
С 2008 по 2010 год тренирует Морарь Артура, ставшего Чемпионом Молдовы в 2011 году. Продолжить карьеру игрока Артур не смог в связи с переездом в другую страну. В данный момент играет за команду по снукеру и пулу города Мюнстер, Германия.
В июне 2008 года на командном турнире в клубе «Золотой шар» на Украине происходит знакомство с начинающим игроком Крыжановским Сергеем, выступавшим за команду г. Бельцы. 1 июля Сергей переезжает в Кишинев и начинает тренироваться С Александром.. Спустя полтора года обучения, в конце 2009 года Сергей в течение 5 недель выигрывает 5 турниров подряд:
- побеждает в финале коммерческого турнира в клубе Граф у МСМК Виджая Дрангоя;
- побеждает и становится абсолютным чемпионом Украины среди юниоров;
- становится абсолютным чемпионом Приднестровья;
- получает звание абсолютного чемпиона Молдовы среди юниоров;
- побеждает в турнире на звание абсолютного чемпиона Молдовы, выиграв у МС Мельника Игоря, и становится Мастером Спорта.

−1 место на кубке Надежды (21-23.12.09);
```
 В начале 2010 года 
Крыжановский Сергей
, выступая на коммерческом турнире в честь открытия нового бильярдного клуба «San Remo» в Кишинёве, в финале одерживает победу над 
МСМК
 Виджаем Дрангоем.
```

23 декабря 2010 года Кражевский Александр покидает кишиневский клуб «Багрис» и заканчивает тренировки с Сергеем Крыжановским. Александр начинает тренировать в клубе «Graff».
С 2010 года, в течение 2.5 лет тренировал Семёна Унтилова, который выигрывает кубок Молдовы 2014 года(27-28 декабря) и становится чемпионом Молдовы по свободной пирамиде.
Начиная с 2011 года Кражевский Александр тренирует в городе Оргеев Арап Руслана младшего и старшего, а также группу любителей. Эти игроки успешно влились в турнирную жизнь Кишинева, в то же время поднимая уровень игроков своего региона. На усвоение профессиональных знаний потребовалось 2 года занятий.
В 2015 году Арап Руслан завоёвывает кубок чемпионата Молдовы по свободной пирамиде, обыграв за выход в финал действующего чемпиона мира Крыжановского Сергея проигрывая 1:5 по ходу матча, а в финале Владимира Рейса из Тирасполя. 4 июня 2017 года, побеждает на чемпионате Молдовы по динамичной пирамиде обыграв в финале Александра Крыжановского, младшего брата Сергея, со счетом 6:3. По совокупности побед Арап Руслан заслуживает почетное звание Мастер спорта республики Молдовы.
```
21 мая 2017 года, в финале турнира по московской пирамиде, посвященного  памяти очень уважаемого в Молдове мастера киев Сергея Мирошниченко,  обыгрывает того же Александра Крыжановского со счетом 5:2.
```

В 2015 году Унтилов и Крыжановский, выступая в паре на командном чемпионате Мира на приз ОАО «Вертолеты России», становятся бронзовыми призёрами.

После пятилетней командировки Александр Кражевский занимается тренерской деятельностью в родном городе Кишинёве.